# Ecliptopera intromissa
Ecliptopera intromissa är en fjärilsart som beskrevs av W. Warren 1906. Ecliptopera intromissa ingår i släktet Ecliptopera och familjen mätare. Inga underarter finns listade i Catalogue of Life.